# Caranga
Caranga, jedno od starih plemena Aymara Indijanaca koji su u vrijeme dolaska Španjolaca dominirali u kraju koji danas zauzima nacionalni park Sajama u Boliviji, departman Oruro, odnosno između jezera Poopó i Anda Occidental, uključujući i područje Cochabambe, Chuquisake (sada Sucre). 
Provincija što su je nastanjivali imala je oko 35 000 stanovnika, preko tri puta manje od Lupaca sa zapadne obale Titicace, kojih je bilo oko 100 000.